# Anselm Hartinger
Anselm Hartinger (* 6. Juni 1971 in Leipzig) ist ein deutscher Musikwissenschaftler, Historiker, Ausstellungskurator, Bachforscher und Museumsleiter.

## Leben
Anselm Hartinger wurde 1971 in Leipzig als Sohn der Literaturwissenschaftler Christel, geborene Käschel, und Walfried Hartinger (1938–2003) geboren. Nach dem Besuch der Leibniz- und Thomasschule studierte er Mittlere und Neuere Geschichte sowie Historische Musikwissenschaft an der Universität Leipzig.
Von 2003 bis 2006 war Hartinger zunächst als Freier und später als Wissenschaftlicher Mitarbeiter am Bach-Archiv Leipzig tätig. Außerdem war er für die zwischen 2005 und 2007 erfolgte Neukonzeption des Bachhauses Eisenach mitverantwortlich. 2006 war er Dozent an der Schola Cantorum Basilensis in Basel. 2010 wurde er an der Universität Marburg mit der Arbeit  „Alte Neuigkeiten“. Bach-Aufführungen und Leipziger Musikleben im Zeitalter Mendelssohns, Schumanns und Hauptmanns 1829 - 1852: Repertoirebildung, Aufführungspraxis, Aufführungsbedingungen und Ästhetik promoviert.
Anselm Hartinger unterstützt die Arbeit der J. S. Bach-Stiftung als musikwissenschaftlicher Berater. Diese Institution ist eine im Jahr 1999 gegründete Schweizer Stiftung mit Sitz in St. Gallen. Sie realisiert die Aufführung und Dokumentation des gesamten Vokalwerks von Johann Sebastian Bach mit Rudolf Lutz als künstlerischem Leiter.
Von 2012 bis 2014 war Hartinger Kurator der Sammlung historischer Musikinstrumente am Landesmuseum Württemberg. Zwischen 2014 und 2019 übernahm er die Leitung der Erfurter Geschichtsmuseen. Zum 1. April 2019 wurde Anselm Hartinger als Direktor des Stadtgeschichtlichen Museums Leipzig berufen.

## Schriften (Auswahl)
- Leipzigs Bachianer der Romantik. Sammler, Verleger und Virtuosen. Ausstellung vom 13. Mai bis 4. Juli 2004.  Bach-Museum im Bach-Archiv Leipzig. Leipzig 2004, DNB 985253851.
- mit Alexander Hiller: Antonio Vivaldi. Porträt seines Lebens. Insel Verlag, Frankfurt am Main 2008, ISBN 978-3-458-35071-2.
- mit Petra Dießner: Bach, Mendelssohn und Schumann. Spaziergänge durch das musikalische Leipzig. 2., aktualisierte Auflage. Edition Leipzig, Leipzig 2009, ISBN 978-3-361-00597-6.
- Vergnügte Pleißenstadt. Bach in Leipzig. Lehmanns Media, Berlin 2010, ISBN 978-3-86541-337-6.
- (Red.): Improvisatorische Praxis vom Mittelalter bis zum 18. Jahrhundert (= Basler Jahrbuch für historische Musikpraxis. Band 31). Amadeus, Winterthur 2009, ISBN 978-3-905786-07-1.
- (Red.): Verhandlungen mit der (Musik-)Geschichte (= Basler Jahrbuch für historische Musikpraxis. Band 32). Amadeus, Winterthur 2010, ISBN 978-3-905786-10-1.
- mit Christoph Wolff, Peter Wollny (Hrsg.): „Diess herrliche, imponirende Instrument“. Die Orgel im Zeitalter Felix Mendelssohn Bartholdys (= Beiträge zur Geschichte der Bach-Rezeption. Band 3). Breitkopf & Härtel, Wiesbaden u. a. 2011, ISBN 978-3-7651-0441-1.
- mit Christoph Wolff, Peter Wollny (Hrsg.): Von Bach zu Mendelssohn und Schumann. Aufführungspraxis und Musiklandschaft zwischen Kontinuität und Wandel (= Beiträge zur Geschichte der Bach-Rezeption. Band 4). Breitkopf & Härtel, Wiesbaden u. a. 2014, ISBN 978-3-7651-0443-5.
- „Alte Neuigkeiten“. Bach-Aufführungen und Leipziger Musikleben im Zeitalter Mendelssohns, Schumanns und Hauptmanns 1829 - 1852. Repertoirebildung, Aufführungspraxis, Aufführungsbedingungen und Ästhetik (= Beiträge zur Geschichte der Bach-Rezeption. Band 5). Breitkopf & Härtel, Wiesbaden u. a. 2014, ISBN 978-3-7651-0444-2.
- mit Karl Heinemeyer (Hrsg.): Barfuß ins Himmelreich? Martin Luther und die Bettelorden in Erfurt. Textband und Katalog zur Ausstellung im Stadtmuseum Erfurt 2017. Sandstein Verlag, Dresden 2017, ISBN 978-3-95498-316-2.
- mit Christoph Wolff, Peter Wollny (Hrsg.): Geistliche Musik und Chortradition im 18. und 19. Jahrhundert. Institutionen, Klangideale und Repertoires im Umbruch (= Beiträge zur Geschichte der Bach-Rezeption. Band 6). Breitkopf & Härtel, Wiesbaden u. a. 2017, ISBN 978-3-7651-0481-7.
- mit Cornelia Betsch (Hrsg.): Fake news? [Objekte und ihre Geschichte]. Begleitbuch zur Ausstellung im Stadtmuseum Erfurt, Haus zum Stockfisch, 16.03.2018–29.07.2018. Erfurt 2018, DNB 1160189781